# Liga Progressista
Liga Progressista o Partido Liberal Progressista fue un partido político del Imperio del Brasil. surgido a partir de la coalición de miembros moderados del Partido Liberal (Imperio del Brasil) con miembros disidentes del Partido Conservador (Imperio del Brasil).

## Historia
La Liga, de hecho, llegó al gobierno de la mano de Zacarias de Góis e Vasconcelos en su primer aunque breve gabinete del 24 de mayo de 1862, continuó con su sucesor Pedro de Araújo Lima, Marqués de Olinda, y nuevamente durante el segundo período (15 de enero de 1864 al 31 de agosto de 1864).
El programa de la Liga fue lanzado oficialmente en el Senado el 6 de junio de 1864 por Silveira Mota.
El 16 de julio de 1868, al caer el tercer gabinete de Zacarias de Góis, esta vez gobernando desde el Partido Liberal, y recuperar el poder el Partido Conservador, el emperador Pedro II de Brasil, haciendo uso del "Poder Moderador", disolvió la Liga.